# Opius malarator
Opius malarator (лат.) — вид паразитических наездников рода Opius из семейства Braconidae (Opiinae). Китай (Hunan).

## Описание
Мелкие наездники (длина около 3 мм). От близких видов отличается следующими признаками: щёчный шов глубокий; наличник широкий; вторая субмаргинальная ячейка переднего крыла большая; гипоклипеальное вдавление большое и глубокое; основная окраска тела чёрная, ноги жёлтые. В усиках 29 члеников. Паразитоиды. Предположительно, как и у других представителей своего рода, их хозяевами служат мухи семейства Agromyzidae. Вид был впервые описан в 2013 году энтомологами из Китая (Xi-Ying Li, Ji-Cai Tan; Hunan Agriculture University, Чанша, Китай) и Нидерландов (Cornelis van Achterberg; Naturalis Biodiversity Center, Лейден, Нидерланды).